# Penylan
Penylan est un quartier de la ville de Cardiff, au pays de Galles, disposant du statut de communauté.

## Géographie
Penylan se situe au nord-est du centre-ville de Cardiff. Le quartier est traversé par la route A48 (en). Les communautés voisines sont Cyncoed et Llanedeyrn (en) au nord, Rumney à l'est, Tremorfa (en) et Adamsdown au sud, et Cathays et Heath à l'ouest.

## Démographie
Au recensement de 2011, la communauté de Penylan comptait 12 657 habitants.